# Site et biefs de Grignon
Le site de Grignon  et les biefs de Grignon (biefs du Gué des Cens, du Milieu de Grignon et du Bas-de-Grignon) sont une section du canal d'Orléans située sur la commune de Vieilles-Maisons-sur-Joudry. 

Il s’agit de l’origine historique de la première section du canal construite par Robert Mahieu entre 1676 et 1678.

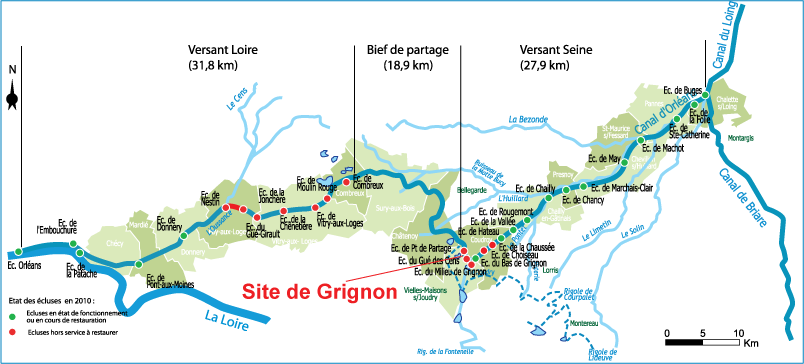
Situation du site et des biefs de Grignon sur le canal d'Orléans.

## Historique
Un premier tronçon du canal est creusé par Robert Mahieu entre Vieilles-Maisons-sur-Joudry et Buges entre 1676 et 1678 et ouvert au transport du bois et du charbon. La construction du site de Grignon et des biefs attenants est réalisée dans cette première phase. La construction du canal jusqu’à la Loire est ensuite entreprise de 1681 à 1687 et est inaugurée en 1692.
De 1692 à 1793 le canal est en plein essor. De 1 500 à 2 000 bateaux remontent par an la Loire depuis Nantes pour gagner Paris. En 1793 le canal devient bien national. De 1807 à 1860, le canal est géré par une société privée, la Compagnie des canaux d’Orléans et du Loing, puis en 1863 sa gestion est confiée aux Ponts et Chaussées pour 91 ans
De 1908 à 1921, alors que le trafic de marchandises par voie fluviale est en pleine régression, des travaux prolongation du canal entre Combleux et Orléans sont entrepris. Avec l’extinction complète du trafic, le canal est déclassé en 1954 des voies navigables et entre dans le domaine privé de l’État.
En 1978 est créé le Syndicat Mixte de Gestion du Canal d'Orléans, qui a pour objet la gestion, la promotion et l’animation de l’ensemble du domaine du canal. En 1984, le département du Loiret prend la gestion du domaine pour 50 ans, laissant au Syndicat la gestion courante du domaine, qui reste toujours propriété de l’État.

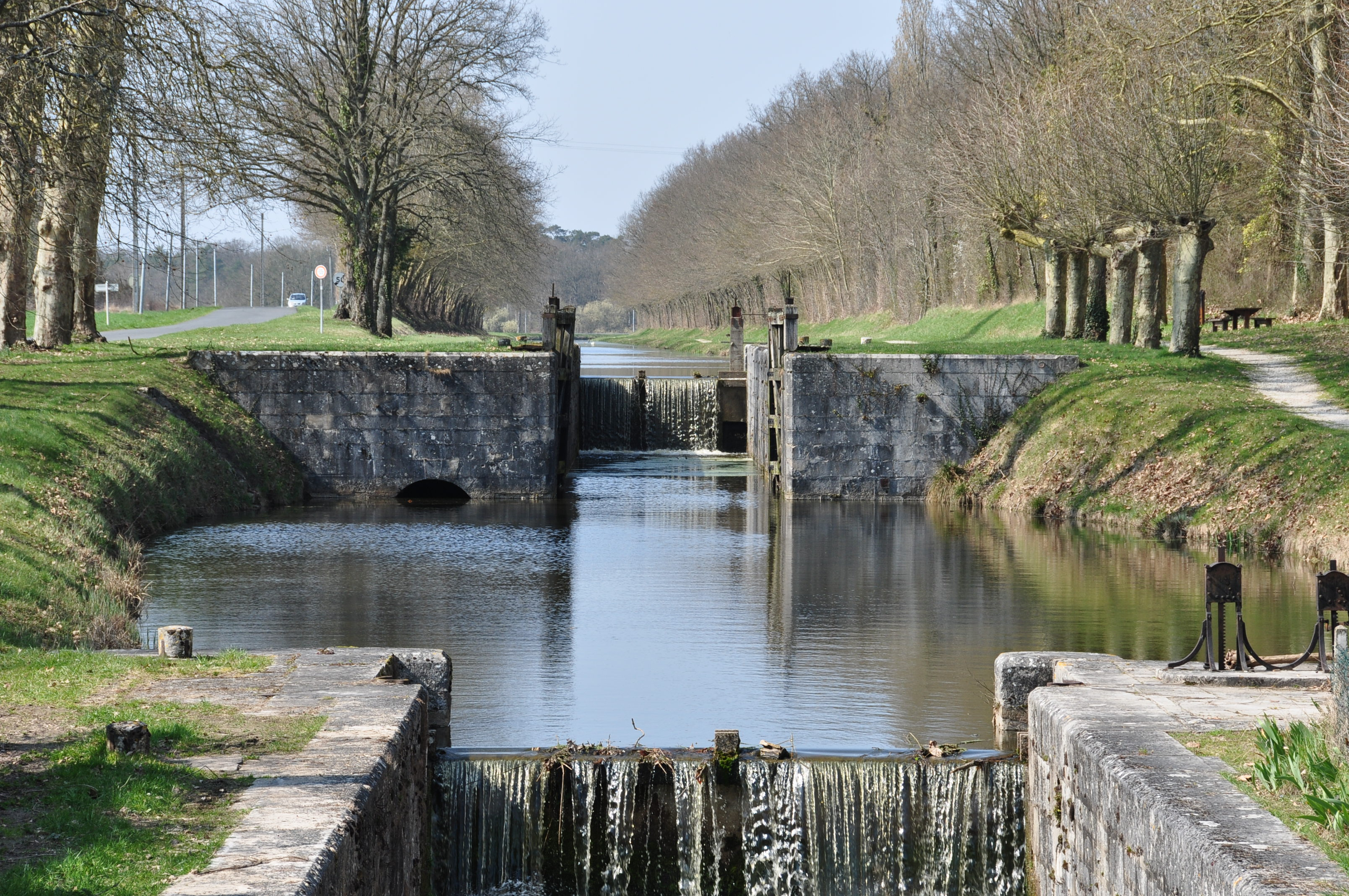
Site de Grignon Ecluse.
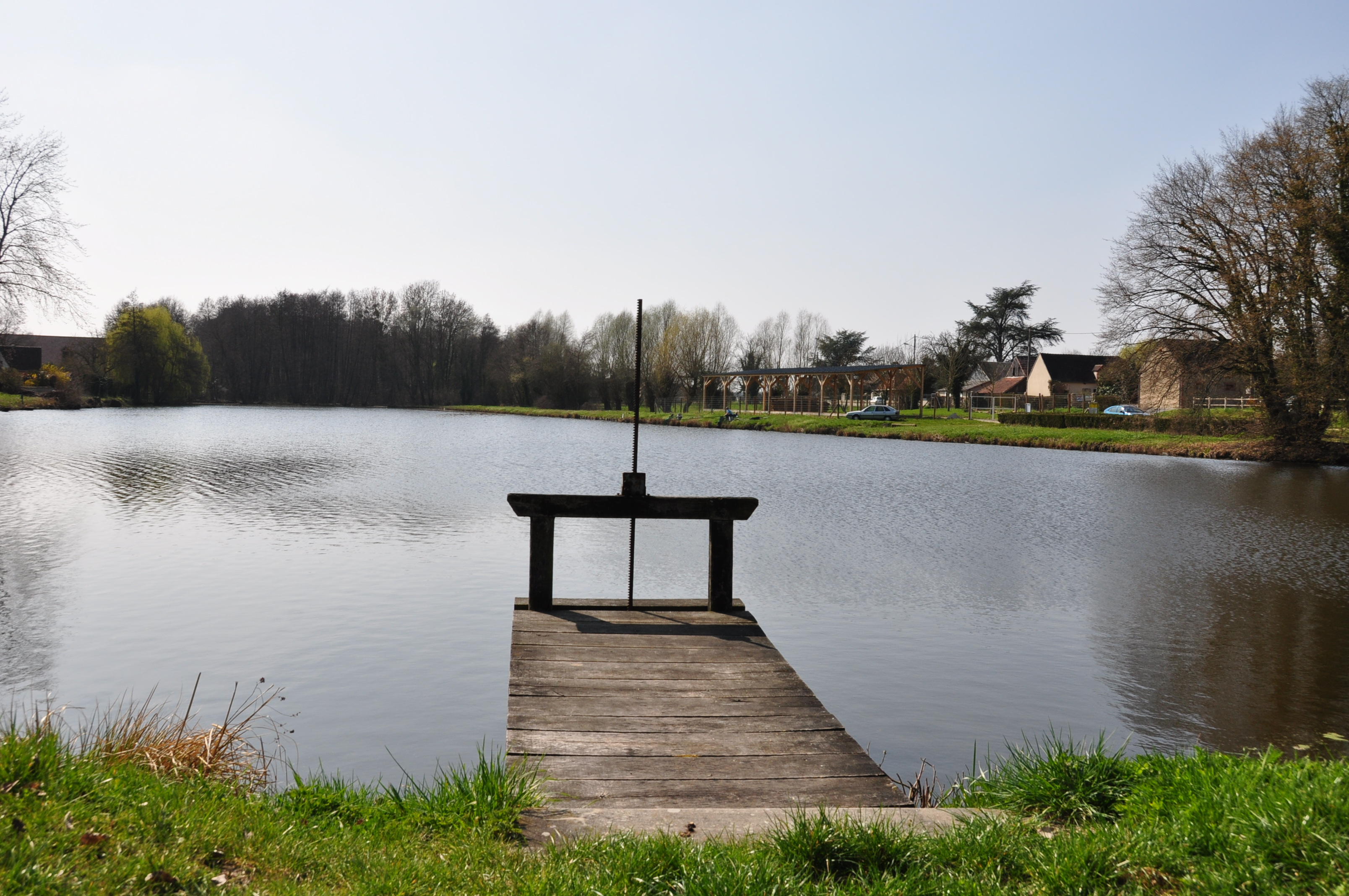
Site de Grignon Etang.
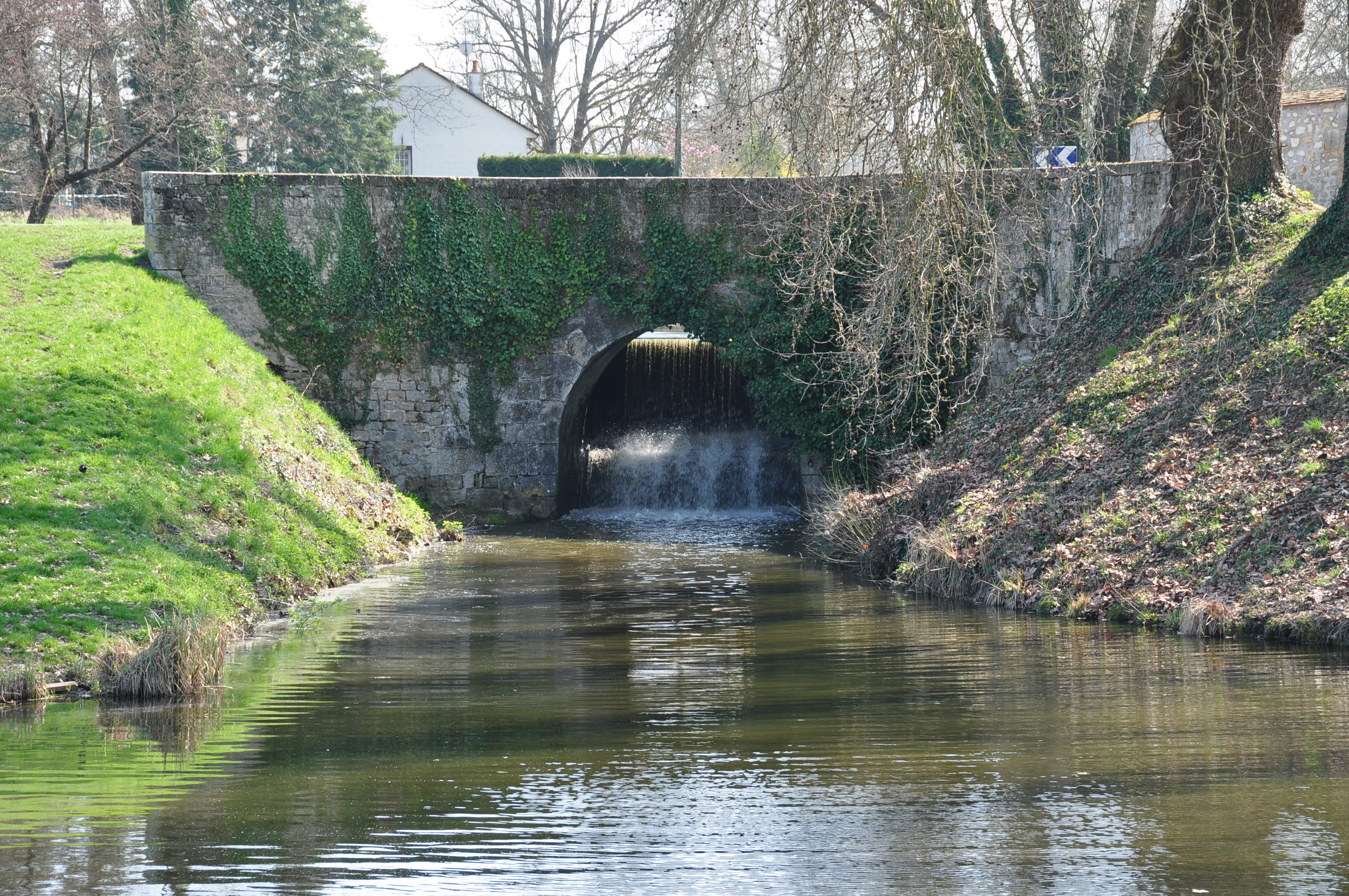
Site de Grignon Déversoir.
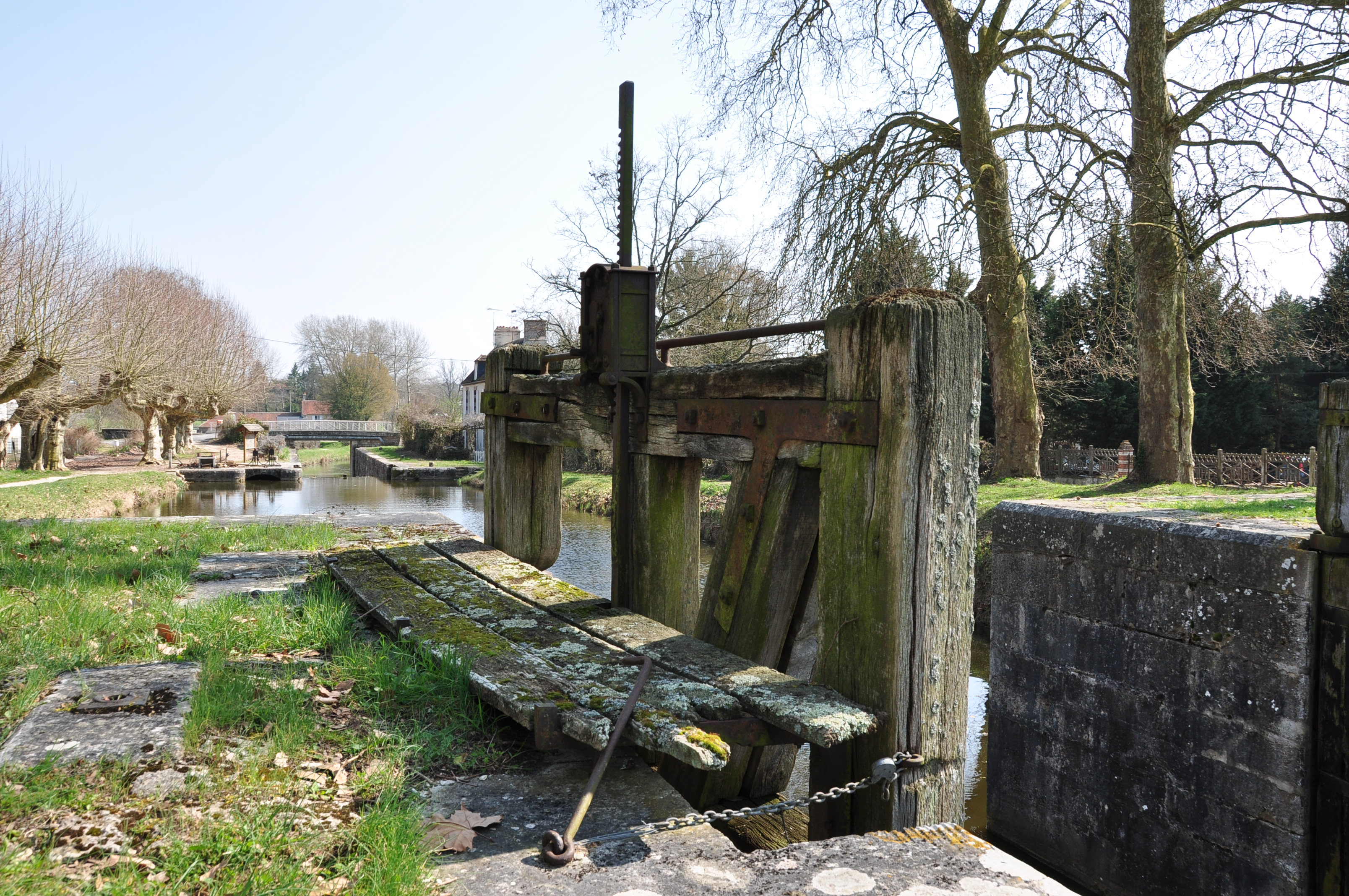
Site de Grignon Porte écluse ancienne.
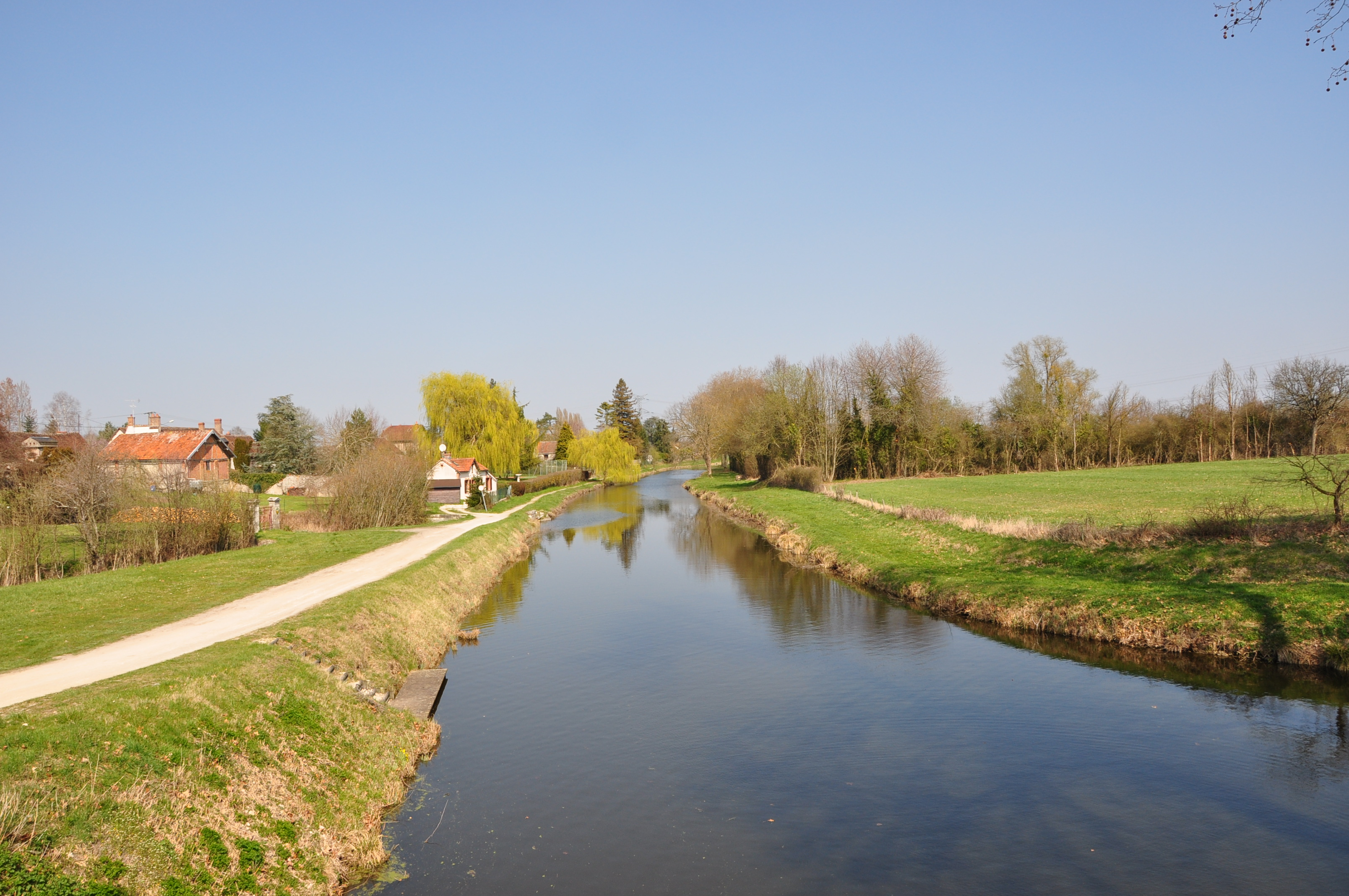
Site de Grignon canal d'Orléans.

## Bief et écluse du Gué des Cens

### Descriptif
Le bief du Gué des Cens s’étend sur une longueur de 1 190 m entre l’écluse du point de partage en amont et l’écluse du Gué des Cens en aval.  Il est situé sur la commune de Vieilles-Maisons-sur-Joudry

## Bief et écluse du Milieu de Grignon
Le bief du Milieu de Grignon s’étend sur une longueur de 100 m entre l’écluse du Gué des Cens en amont et l’écluse du Milieu de Grignon en aval.  Il est situé sur la commune de Vieilles-Maisons-sur-Joudry

## Bief et écluse du Bas de Grignon
Le bief du Bas de Grignon s’étend sur une longueur de 170 m entre l’écluse du Milieu de Grignon en amont et l’écluse du Bas de Grignon en aval.  Il est situé sur la commune de Vieilles-Maisons-sur-Joudry
Le bief dispose d’une aire de retournement permettant d'envisager un retournement aisé pour la plupart des bateaux de plaisance. Cet aménagement se distingue par un élargissement conséquent du canal, au minimum de 4 m, sur une longueur maximale de 12 m Elle est située au droit de l’étang de Grignon.

### Travaux de réhabilitation du canal

#### Curage
Les exigences liées à la remise en navigation du canal imposent le gabarit suivant sur le canal : une hauteur d’eau minimale ("mouillage") de 1,4 mètre, correspondant à un tirant d'eau de 1,2 mètre et 0,2 mètre de pied de pilote et une largeur de canal en plafond de 8 m au moins. Ceci conduira à réaliser des travaux de curage des fonds des biefs pour libérer le tirant d’eau nécessaire aux bateaux. Sur le bief du Gué des Cens, un volume total de l’ordre de 6 100 m3 de vases est à curer, soit, pour une longueur de bief curable de 1 133 m, un volume moyen de l’ordre de 5,4 m3/ml, sur le bief du Bas de Grignon, un volume total de l’ordre de 328 m3, soit, pour une longueur de bief curable de 240 m, un volume moyen de l’ordre de 1,4 m3/ml. Le bief du Milieu de Grignon n’est quant à lui pas à curer.
Selon l’étude stratégique de 2004, la réalisation de ces travaux de curage est proposée dans le scénario à moyen terme, à savoir pour une remise en navigation à l’horizon 2020.

#### Haltes fluviales
L'implantation de haltes fluviales est nécessaire pour subvenir aux besoins essentiels de la navigation : carburant, eau (chargement en eau propre et vidange des eaux grises), électricité. Les plaisanciers doivent bénéficier d'une halte tous les trois à quatre heures de navigation.
L'intérêt de ces haltes est également économique à l'échelle locale. En effet, le développement de commerces et l'élaboration de produits de visite seront justifiés du fait de la fréquentation prévisible du site du canal d'Orléans par les plaisanciers. Quatre haltes sont prévues entre le bief de Buges et Combleux, dont une sur le site de Grignon, sur l'étang de Grignon.

## Écluse du Gué des Cens
Longueur sas : 31.9 m,
Largeur sas : 5.0 m,
Cote bief amont : 120.58
Cote bief aval : 118.16 
Cote bajoyer : 121.48
L’écluse du Gué des Cens présente une longueur de sas de 31,9 mètres, pour une largeur de 5 mètres. Les cotes NGF des différents éléments caractéristiques de l’écluse sont les suivantes : bief amont : 120.58, bief aval : 118,16, arase supérieure du bajoyer : 121,48. La hauteur de chute est donc de 2,42 mètres
L’écluse du Gué des Cens n’est pas fonctionnelle en l'état. Sa réfection s’inscrit dans le cadre du scénario à moyen terme, à savoir une remise en navigation à l’horizon 2020. Les bajoyers présentent de nombreuses traces de calcite et de végétation « parasite » et doivent être réparés. A l’amont, il n’y a pas de porte, mais un batardeau en béton. A l’aval les vantaux de la porte sont vétustes. Ainsi les portes amont et aval doivent être remplacées par des portes neuves. Le batardeau en béton doit être démoli et évacué. Une nouvelle passerelle adaptée aux piétons et véhicules légers doit également être posée.

## Écluse du Milieu de Grignon
Longueur sas : 30.68 m
Largeur sas : 5.15 m,
Cote bief amont : 118.08
Cote bief aval : 115.85
Cote bajoyer : 118.9
L’écluse du Milieu de Grignon présente une longueur de sas de 30,68 mètres, pour une largeur de 5,15 mètres. Les cotes NGF des différents éléments caractéristiques de l’écluse sont les suivantes : bief amont : 118.08, bief aval : 115.85, arase supérieure du bajoyer : 118,9. La hauteur de chute est donc de 2,42 mètres
L’écluse du Milieu de Grignon n’est pas fonctionnelle en l’état. Sa réfection s’inscrit dans le cadre du scénario à moyen terme, à savoir une remise en navigation à l’horizon 2020. Les bajoyers doivent être réparés. Il n’y a aucune porte, ni à l’amont ni à l’aval. Un batardeau en béton a été mis en place à l’amont. Ainsi de nouvelles portes doivent être posées en amont et en aval. Le batardeau en béton doit être démoli et évacué. Une nouvelle passerelle adaptée aux piétons et véhicules légers doit également être posée.

## Écluse du Bas de Grignon
Longueur sas : 32 m
Largeur sas : 5 m,
Cote bief amont : 115.35
Cote bief aval : 112.30
Cote bajoyer : 116.45
L’écluse du Bas de Grignon présente une longueur de sas de 32 mètres, pour une largeur de 5 mètres. Les cotes NGF des différents éléments caractéristiques de l’écluse sont les suivantes : bief amont : 115,35, bief aval : 112,30, niveau supérieur du bajoyer : 116,45. La hauteur de chute est donc de 3,05 mètres
L’écluse du Bas de Grignon est fonctionnelle. Les travaux ont été réalisés en 2009 et ont consisté en :
- Réalisation de batardeaux en terre à l’amont et à l’aval,
- Butonnage des bajoyers en préalable à la mise à sec,
- Nettoyage général du radier du sas et des maçonneries,
- Débroussaillage de la végétation et purge des racines dans maçonneries,
- Décroutage des ragréages en mortier sur les bajoyers ou les couronnements,
- Remplacement des pierres éclatées par refouillement,
- Dépose des parties de parement les plus abîmées et repose,
- Rejointoiement des parements au droit des parties reconstituées et des parties les plus dégradées,
- Dépose et mise en décharge des portes aval (récupération des crics de manœuvre et des garde-corps),
- Réalisation de micropieux de confortement des sols de fondation sous les bajoyers,
- Construction d’un radier dans le sas, réhabilitation des radiers des chambres des portes,
- Injection de régénération des bajoyers pour casser les circulations hydrauliques dans l’ouvrage,
- Injection de collage des parements sur maçonneries du noyau,
- Réfection des buscs amont et aval (remplacement pièces en bois par une forme en béton armé comportant des ancrages aux maçonneries existantes, cuirassement de l’arête amont supérieur des buscs),
- Refouillement du radier et scellement d’une nouvelle crapaudine,
- Profilage des parties abîmées des chardonnets,
- Remplacement des portes amont et aval par des vantaux équipés de vantelles et de crics de manœuvre manuels,
- Remplacement des organes de manœuvres par des crics avec crémaillère,
- Création d’échelles de sas,
- Fourniture et mise en œuvre de six bollards (trois par bajoyer).

## Pour approfondir